# 椎の木台
椎の木台（しいのきだい）は千葉県市原市の有秋地区にある町丁。角栄団地を構成する町丁である。現行行政地名は椎の木台一丁目と椎の木台二丁目。郵便番号は299-0128。

## 概要
市原市西部にある。角栄団地として開発された住宅団地で、有秋台団地の一部を成している。

## 地理
東は桜台、それ以外は椎津と接する。

## 歴史

### 地名の由来
旧地名の「椎津」から。

### 沿革
- 1989年（平成元年）6月2日 - 字名を椎津から椎の木台に変更[7]。

## 世帯数と人口
2022年4月1日現在の世帯数と人口は以下の通りである。
| 町丁字         | 世帯数  | 人口総数 | 人口割合 | 人口割合 | 人口割合 |
| 町丁字         | 世帯数  | 人口総数 | 若年     | 生産年齢 | 高齢     |
| -------------- | ------- | -------- | -------- | -------- | -------- |
| 椎の木台一丁目 | 336世帯 | 682人    | 6.16%    | 48.53%   | 45.31%   |
| 椎の木台二丁目 | 310世帯 | 634人    | 6.62%    | 47.95%   | 45.43%   |
| 計             | 646世帯 | 1,316人  | 6.38%    | 48.25%   | 45.36%   |

## 通学区域
市立小学校・市立中学校及び県立高等学校の通学区域は以下の通りである
| 町丁字         | 小学校               | 中学校             | 県立高校 |       |
| -------------- | -------------------- | ------------------ | -------- | ----- |
| 椎の木台一丁目 | 市原市立有秋南小学校 | 市原市立有秋中学校 | 第9学区  | [ 8 ] |
| 椎の木台二丁目 | 市原市立有秋南小学校 | 市原市立有秋中学校 | 第9学区  | [ 8 ] |

## 交通

### 鉄道
- 最寄りは姉ケ崎駅

### バス
- 日東交通